# Conceição Ferreira (atleta)
Maria da Conceição da Costa Ferreira (Aveleda, Braga, 13 de março de 1962) é uma antiga atleta portuguesa, especialista em corridas de fundo, tanto em pista como em estrada ou em corta-mato. Ganhou a medalha de prata nos 10000 metros dos Campeonatos da Europa de 1994.
Participou em quatro edições dos Jogos Olímpicos: 39ª na maratona dos Jogos de Los Angeles 1984, 20ª na maratona dos Jogos de Seul 1988, desistência na maratona dos Jogos de Barcelona 1992 e 14ª na primeira série eliminatória de 10000 metros nos Jogos de Atlanta 1996.

## Melhores marcas pessoais
- 1500 metros : 4:19.8 m (1993)
- 3000 metros : 8:53.27 m (1991)
- 5000 metros : 15:28.70 m (1994)
- 10000 metros : 31:16.42 m (1992)
- Meia-maratona: 1:12:31 h (2000)
- Maratona: 2:30:18 h (1991)